# Al-Ayn
Al-Ayn è un sito archeologico in Oman.  Dal 1988, insieme ai siti di Bat e Al-Khutm, è stato inserito tra i Patrimoni dell'Umanità dell'UNESCO.

## Storia
Si tratta di una necropoli risalente al III millennio a.C. Gli studi svolti negli ultimi 15 anni hanno portato alla scoperta di numerosi insediamenti umani che si estendevano dal Golfo Persico al Golfo di Oman. Al-Ayn è una piccola necropoli. Dei tre è il sito in migliore stato di conservazione; si trova a 22 chilometri a est-sud-est di Bat.
Il sito non è stato sottoposto a restauro o ad altro tipo di manutenzione prima della protezione da parte dell'UNESCO, e solo il suo isolamento ne ha permesso una sufficiente conservazione. Attualmente il sito è protetto dall'articolo 42 del regio decreto numero 6/80. Questo articolo comunque non prevede la sorveglianza del sito, ed uno dei maggiori pericoli è quello degli abitanti locali che vi possano prendere materiale da costruzione.